# Heinz-Reinhardt-Sternwarte St. Ottilien
Die Heinz-Reinhardt-Sternwarte St. Ottilien liegt am nördlichen Ortsrand der Erzabtei St. Ottilien, etwa 40 Kilometer westlich von München. Sie wird vom gemeinnützigen Verein Sternwarte St. Ottilien e. V. betrieben und fungiert dabei nicht nur als Schulsternwarte für das benachbarte Rhabanus-Maurus-Gymnasium, sondern ist darüber hinaus für die interessierte Öffentlichkeit zugänglich.
Die Sternwarte wurde 2014 auf Initiative von Heinz Reinhardt (1939–2020) erbaut, nachdem die Finanzierung des Projekts durch Erzabtei, Elternbeirat sowie durch zahlreiche weitere Sponsoren gesichert war. Das Bauwerk ist circa sechs Meter hoch, im Betonsockel befindet sich ein Lagerraum.